# Dancing Casanova
Dancing Casanova er debutalbummet fra danske Superheroes udgivet i 1997 af Crunchy Frog Records. Pladen er indspillet i Malmö på Tambourine Studios.

## Spor
1. "I Touched Her Legs"
2. "I Want to Cry"
3. "Superheroes"
4. "Lollipop"
5. "Another Day"
6. "See You at the Railroads"
7. "Summer Party"
8. "Dancing Cassanova"
9. "Dead and Gone"
10. "Sun"
11. "Calling Mars"
12. "I'd Be Sad If You..."
13. "Ladybird"
14. "Go On (And Leave Me)"
15. "New Romantic Sounds"
16. "Let's Dance"